# Pisadeira (folclore)
Pisadeira ou pesadeira é um mito brasileiro que ocorre principalmente no estado de São Paulo e parte de Minas Gerais. Segundo o folclore, é uma mulher que pisa na barriga das pessoas com o estômago cheio e as deixava com falta de ar, que costuma fazê-lo durante a madrugada. Essa lenda pode ser associada com a paralisia do sono.

## Aparência
Geralmente é descrita como uma mulher muito magra, com dedos compridos e secos, unhas enormes, sujas e amareladas. Tem as pernas curtas, cabelo desgrenhado, nariz enorme com muitos pelos, como um gavião. Os olhos são vermelho fogo, malignos e arregalados. O queixo é revirado para cima e a boca sempre escancarada, com dentes esverdeados e à mostra. Nunca ri, gargalha. Uma gargalhada estridente e horripilante. Há relatos de que no Piauí ela costuma aparecer disfarçadamente de qualquer pessoa e quando a vítima se da conta está com o corpo adormecido. Como a pessoa fica consciente sabe se tem alguém dormindo junto na cama, pode gemer para que a outra pessoa ouça e lhe acorde. Quando você acorda pode esfregar os pés um no outro 3 vezes e bater um no outro, para evitar que ela volte novamente na mesma noite. Isso também pode ser feito antes de dormir pra não ser pego por ela. 
Vive pelos telhados, sempre à espreita. Quando uma pessoa janta e vai dormir com o estômago cheio, deitando-se de barriga para cima, a pisadeira entra em ação. Ela desce de seu esconderijo e senta-se ou pisa fortemente sobre o peito da vítima que entra em um estado letárgico, consciente do que ocorre ao seu redor, porém fica indefesa e incapaz de qualquer reação.

## Pisadeira em telenovela
A lenda da Pisadeira foi usada para criar um dos mutantes da telenovela da RecordTV Os Mutantes: Caminhos do Coração. As suas três temporadas foram ao ar entre 28 de agosto de 2007 a 3 de agosto de 2009. A mutante Pisadeira, interpretada pela atriz Zulma Mercadante, tem o poder de neutralizar os poderes mutantes de outros personagens, assim como matar as pessoas pisando nelas.